# جوشوا بن
جوشوا بن (بالإنجليزية: Joshua Penn)‏ هو لاعب كرة قدم أمريكي في مركز الهجوم، ولد في 25 نوفمبر 2000 في نابرفيل في الولايات المتحدة. لعب مع إندي إليفن.

## وصلات خارجية
- جوشوا بن على موقع الدوري الأمريكي (الإنجليزية)
- جوشوا بن على موقع قاعدة بيانات كرة القدم.إي يو (الإنجليزية)